# Suseni, Alba
Suseni este un sat ce aparține orașului Zlatna din județul Alba, Transilvania, România.

## Lăcașuri de cult
- Biserica românească "Schimbarea la față", din anul 1822.

 Acest articol despre o localitate din județul Alba este deocamdată un ciot. Puteți ajuta Wikipedia prin completarea lui.